# Колонна, Просперо (кардинал)
Просперо Колонна старший (итал. Prospero Colonna; 1410, Рим, Папская область — 24 марта 1463, там же) — кардинал римско-католической церкви из итальянского аристократического рода Колонна. Камерленго Священной Коллегии кардиналов в 1439. Кардинал-дьякон с 24 мая 1426, с титулярной диаконией Сан-Джорджо-ин-Велабро с 8 ноября 1430. Кардинал-протодьякон с сентября 1437.

## Биография
Просперо Колонна был 5-м ребёнком в семье графа Лоренцо Онофрио Колонна и племянником Папы римского Мартина V. В 16-летнем возрасте, 24 мая 1426 года Просперо был своим дядей (предварительно) возведён в сан кардинала. Как апостольский нотариус он был ещё в 1424 году удостоен сана архидьякона Кентерберийского (носил его до 1434 года). В ноябре 1430 года акт во введении Просперо Колонна в коллегию кардиналов был опубликован, и он становится кардиналом-дьяконом церкви Сан-Джорджо-ин-Велабро. В октябре 1433 года новый папа Евгений IV изгнал Просперо Колонна из Велабро, однако вскоре восстановил в должности.
В 1437 году он уже занимает должность кардинала-протодьякона, в 1439 году — камерленго Коллегии кардиналов. Просперо Колонна сыграл важную роль в избрании Папой римским Николая V и возложил ему на голову папскую тиару 19 марта 1447 года. Во время эпидемии чумы в Риме в 1449 году он сопровождает папу, уехавшего в Сполето. После избрания 20 апреля 1455 года Папой Каликста III (которого он тоже короновал тиарой), Просперо Колонна участвует в Конклаве 1458 года, где выступает в роли защитника интересов Миланского герцогства. После избрания на этом Конклаве 1458 года Папой Пия II, коронованного также Просперо Колонна, в 1460 году последний был отправлен Папой послом в Мантую.
Как кардинал, Просперо Колонна принимал участие в Конклавах 1431, 1447, 1455 и 1458 годов. Был архипресвитером Латеранского собора в Риме, обладал огромной библиотекой и интересовался археологией.